# Adenophorus tenellus
Adenophorus tenellus är en stensöteväxtart som först beskrevs av Georg Friedrich Kaulfuss, och fick sitt nu gällande namn av Ranker. Adenophorus tenellus ingår i släktet Adenophorus och familjen Polypodiaceae. Inga underarter finns listade.